# UCI WorldTour
El UCI WorldTour (en los años 2009-2010 UCI World Ranking, no confundir con el UCI World Ranking creado en 2016 como sustituto del Ranking UCI) es la denominación de todas las carreras de máximo nivel de ciclismo en ruta masculino en la que estas son agrupadas en un mismo calendario, tras el acuerdo definitivo entre la Unión Ciclista Internacional y los organizadores de las Grandes Vueltas en enero del 2009; aunque durante los dos primeros años siguieron diferenciándose con denominaciones diferentes.
Como es el sustituto del UCI ProTour se suele confundir con ella, aunque las distintas normas y el acuerdo entre la Unión Ciclista Internacional y los organizadores de las Grandes Vueltas han hecho que sea una competición diferente. Siendo esta en principio una combinación del Ranking UCI (por ser una clasificación más abierta que el ProTour aunque a partir del 2011 volvió a ser más cerrada) y del UCI ProTour (por tener los equipos UCI ProTeam la participación asegurada y obligada en algunas carreras y a partir del 2011 en todas ellas).
En 2016 se creó un UCI WorldTour Femenino sustituyendo a la Copa del Mundo de Ciclismo femenina.

## Disputa entre la UCI y los organizadores de las Grandes Vueltas
La creación de este circuito viene dada por años de enfrentamientos entre la UCI y los organizadores de las Grandes Vueltas por tener la hegemonía del ciclismo mundial dado que el circuito UCI ProTour se vio como un sistema para que la UCI controlase las carreras arropadas bajo ese circuito.
Las pruebas de máximo nivel organizadas por los organizadores de las Grandes Vueltas son:
- Amaury Sport Organisation (ASO) (Francia): París-Niza, París-Roubaix, Flecha Valona, Lieja-Bastoña-Lieja, Dauphiné Libéré (desde el año 2010)[3] y Tour de Francia.[4]
- RCS Sport (Italia): Tirreno-Adriático, Milán-San Remo, Giro de Italia y Giro de Lombardía.[5]
- Unipublic (España): Vuelta a España (100% del accionariado perteneciente a ASO desde 2014).[6]

Además, Amaury Sport Organisation y RCS Sport también organizan otras pruebas ciclistas profesionales de menor nivel como el Tour de Catar, Criterium Internacional, Tour de Picardie, Tour del Porvenir, París-Tours, París-Tours sub-23 y Tour du Faso (hasta el 2008), entre otras, por parte de ASO y Strade Bianche y el Giro del Piamonte por parte de RCS Sport.
Estos organizadores, y obviamente sus carreras, acordaron una uniformidad de criterios de cara a defender sus intereses.
Ya desde antes de iniciar el circuito ProTour hubo dudas sobre si las pruebas de Amaury Sport Organisation junto a las otras Grandes Vueltas iban a entrar en este circuito, aunque finalmente lo hicieron.
En la primera edición del UCI ProTour las carreras organizadas por las Grandes Vueltas se negaron o pusieron trabas a que el ciclista líder del ProTour llevase el maillot identificativo.

### Primeros desacuerdos importantes: Unibet.com
En el 2007 el hecho más reseñable fue la negativa a aceptar la participación automática a los nuevos equipos UCI ProTeam (Astaná y Unibet.com) teniendo que participar mediante invitación. Aunque en realidad fue un veto encubierto al equipo Unibet.com por la prohibición del gobierno francés de llevar propaganda de apuestas de empresas extranjeras, veto que apoyaron las demás carreras ajenas a la UCI. De estas carreras el Unibet.com solo corrió la Milán-San Remo, mientras el Astana corrió la mayoría de ellas.
Además Unipublic, organizadora de la Vuelta a España, en su objetivo de desmarcarse definitivamente de la UCI, presentó la "carrera del millón de dólares" en Abu Dhabi (Emiratos Árabes Unidos) que debía empezar a disputarse ese año aunque finalmente no se llegó a disputar ninguna edición.

### Estalla la guerra: carreras desmarcadas de la UCI
El año más conflictivo fue el 2008 en la que algunas carreras de máximo nivel como la París-Niza se desmarcaron de la UCI entrando, en un calendario nacional, categoría.NE (National Event), donde se suelen encuadrar los critériums o las carreras amateurs nacionales aunque no se permitiese para una carrera de ese tipo con equipos profesionales de máxima categoría. Lo mismo pasaría con el Tour de Francia, que la UCI la indicó en sus archivos simplemente con una N. Otras entraron en el calendario internacional con un asterisco (sin categoría) aunque oficialmente con la denominación improvisada de Historic Calendar y otras como la París-Tours y la Tirreno Adriatico entraron en la categoría.HC de Europa (maxíma categoría del calendario Continental Europeo). Para evitar la participación de equipos importantes en carreras que no estaban en el calendario internacional pero si adoptaba esa normativa "ilegalmente" la UCI llegó a anunciar sanciones para los organizadores de esa primera carrera "rebelde" (la París-Niza) y los corredores que la disputaron, que en el caso de los corredores podían llegar hasta los seis meses de suspensión; incluso la UCI llegó a advertir que una carrera fuera de sus regulaciones internacionales podría acarrear que los seguros por accidentes no se hiciesen cargo al no estar la carrera regulada bajo esa "protección" de la UCI. Para más inri, el Tour de Francia advirtió a los equipos que renunciasen a participar en esa primera carrera "rebelde", la París-Niza, que no se les iba a invitar al Tour. Finalmente los equipos participaron en esas carreras ajenas a la UCI y este organismo no cumplió sus amenazas de sanción.
Debido al conflicto la UCI programó un precalendario alternativo de cara al UCI ProTour 2009 para sustituir aquellas carreras "rebeldes", en muchos casos coincidiendo en sus fechas. Lo que provocó dudas en los equipos sobre la conveniencia la estar en un circuito con poco interés comercial para sus intereses poniéndose estos de parte de las Grandes Vueltas.
En agosto la UCI presentó el sistema UCI World Calendar aunque, Víctor Cordero, director de la Vuelta a España desmintió que las Grandes Vueltas habían aceptado esa propuesta.

### Años de transición: UCI ProTour e Históricas
Una vez acabada la Vuelta se volvieron a reunir y empezaron a producirse los primeros acuerdos acordando los organizadores del Tour dar invitación automática (salvo casos de dopaje o causa muy justificada) a los equipos que tenían licencia UCI ProTeam de las antiguas, es decir, las del UCI ProTour 2008. Estos fueron un total de 16 tras las desapariciones del Crédit Agricole y Gerolsteiner. Aunque se sobreentendía que también todos los equipos ProTeam y ex-ProTeam tenían preferencia para obtener invitación en las Grandes Vueltas y en el resto de carreras organizadas por Amaury Sport Organisation, RCS Sport y Unipublic aunque siempre hacía falta invitación expresa de esas carreras y en el caso de obtenerla los equipos podían renunciar a ella (al contrario que en las carreras ProTour en la que los equipos ProTeam tienen invitación asegurada y con participación obligatoria). Este primer acuerdo tuvo una vigencia de dos años.
A pesar de ese primer acuerdo el fin definitivo del conflicto no llegó hasta enero del siguiente año, poco antes de empezar la temporada oficial. Formando un calendario global de carreras de máximo nivel llamado UCI World Calendar dentro de él diferenciando las Carreras UCI ProTour (controladas por la UCI) de las Históricas (controladas por ASO, RCS Sport o Unipublic), cada una con unas normas (como criterios de invitación a equipos, jueces, métodos antidopaje...) diferentes. Durante esos años de denominación de UCI World Calendar el ranking global fue llamado UCI World Ranking con la gran novedad que pudieron entrar en dicha clasificación los equipos de categoría Profesional Continental (segunda división).
Respecto al último calendario unificado cayó la carrera de ASO París-Tours que se encuadró en la máxima categoría (categoría.HC) del circuito continental europeo, categoría donde permanece desde el año 2008. Dentro de las UCI ProTour cayeron el Campeonato de Zúrich, Contrarreloj por equipos ProTour y Vuelta a Alemania desaparecidas en 2007, 2008 y 2009 respectivamente; que, en cierta manera, fueron sustituidas por el Tour Down Under (introducida en el 2008) y las clásicas canadienses del Gran Premio de Quebec y Gran Premio de Montreal (introducidas en el mismo año de su creación: 2010).

### Acuerdo definitivo: UCI WorldTour
Una vez asentado el UCI World Calendar y tras la finalización del primer acuerdo, los organizadores de Grandes Vueltas en principio acordaron utilizar a partir del 2011 el criterio objetivo de invitar a aquellas carreras a los 17 primeros del UCI World Ranking del año anterior. Mientras, la UCI acordó que para ser equipo UCI ProTeam, con obligatoriedad de correr las carreras UCI ProTour, iba a basarse en los resultados obtenidos por los ciclistas contratados para la temporada siguiente en los dos años precedentes. Dicho acuerdo se iba a plasmar en la creación del UCI WorldTour para el 2011 pero finalmente los organizadores de Grandes Vueltas cedieron y aceptaron volver a criterio del antiguo UCI ProTour de tener invitación asegurada y obligada para los 18 equipos ProTeam que decidiese la UCI, desapareciendo definitivamente la diferenciación entre unas carreras y otras integrándose todas en la nueva denominación de UCI WorldTour. Estos organizadores aceptaron dicho criterio de participación con la condición de que cada año se revisasen los equipos ProTeam mediante un criterio deportivo.
Por su parte la UCI decidió buscar un sustituto a la París-Tours, única carrera que aún no había sido sustituida respecto al último calendario unificado (la París-Tours bajó al UCI Europe Tour en 2008); esta fue una carrera no de Amaury Sport Organisation y además de varios días como el Tour de Pekín (introducida en el mismo año de su creación: 2011) aunque finalmente Amaury Sport Organisation se hizo cargo de ella.

### Nuevas desavenencias
A finales del 2015 la UCI anunció las nuevas normas a partir del 2017 que apenas cambiaban respecto a años anteriores. La novedad incluía una licencia para las carreras que iba a ser de 3 años, la misma que iban a tener los equipos. Sin embargo mientras el máximo de equipos se establecía en 18 se daba opción a ampliar el número de carreras, en ese momento había 27.
ASO se mostró en contra en esa estabilidad de las normas y retiró todas sus pruebas de UCIWorldTour, incluyendo la Vuelta a España, de cara al 2017 introduciéndolas en la categoríka .HC (máxima categoría del circuito continental del UCI Europe Tour). Los motivos esgrimidos fueron muy similares a las anteriores disputas ya que según sus palabras ASO apuesta por "un modelo europeo de ciclismo" y "un sistema abierto en el que el criterio deportivo es prioritario". Dicho en otras palabras ASO quiere tener más libertad a la hora de invitar a los equipos y en caso de tener participación asegurada que esta sea prioritariamente por criterios deportivos.

## Normativa

### Equipos

#### 2009-2010
Los equipos UCI ProTour (de primera categoría) son regidos por la normativa UCI ProTour decidiendo la UCI qué equipos entran en este grupo estudiando las propuestas que les lleguen, todos estos equipos tienen acceso a las carreras del UCI World Calendar o UCI WorldTour. Los requisitos generales para los equipos Profesionales Continentales (de segunda categoría) que pueden correr estas carreras son menos estrictos que el de los equipos ProTour, y además, al no haber un número limitado de equipos el nivel deportivo apenas se tiene en cuenta, estos estaban divididos en varios subgrupos dependiendo los requisitos que cumplían:
- Equipos con "Wild Card" (pueden correr todas las carreras): pasaporte biológico, sin problemas económicos y otros "estrictos requisitos deportivos, legales, administrativos y éticos".[38]
- Equipos sin "Wild Card" con pasaporte biológico (solo podían correr las Carreras Históricas): falta alguno de los requisitos para obtener la "Wild Card" pero si pagan el pasaporte biológico.
- Equipos sin "Wild Card" (no podían correr ninguna carrera del UCI World Calendar): falta alguno de los requisitos para obtener la "Wild Card" y no pagan el pasaporte biológico.

Además, para la temporada 2010 se introdujo un nuevo punto para poder dejar correr a equipos que no cumpliesen los requisitos mencionados anteriormente concretamente equipos de categoría Profesional Continental sin "Wild Card" para correr en carreras ProTour y equipos Continentales (tercera y última categoría del profesionalismo) para correr en carreras Históricas, aunque los requisitos fueron difíciles de cumplir ya que ese equipo debía adherirse al pasaporte biológico y haber entrado entre los 17 mejores equipos del UCI World Ranking en la temporada anterior. Norma hecha para que algunos equipos potentes que no hubiesen podido cumplir los requisitos principales pudiesen correr en esas carreras de máximo nivel. Una muestra de lo difícil que fue recurrir a ese punto para participar en las carreras del UCI World Calendar es que ningún equipo recurrió a ella porque no cumplía dichos requisitos.

#### 2011-2019
A partir del 2011, con la nueva denominación de UCI WorldTour, desaparecieron las "Wild Card" y todos los equipos Profesionales Continentales tuvieron acceso a las carreras de máxima categoría, esto supuso una mayor rigidez en los requisitos para entrar en dicha categoría. Sin embargo dejaron de nuevo de puntuar para la clasificación de esta máxima categoría

#### 2020-actualidad
El Comité Directivo de la Unión Ciclista Internacional aprobó a partir del año 2020 importantes cambios en el ciclismo de ruta profesional, la nueva estructura del ciclismo entró en vigencia a partir del 1 de enero de 2020. Sus principales elementos y cambios para el futuro inmediato del ciclismo se detallan a continuación:
- Nuevo calendario en la competición ciclista: El calendario UCI se dividirá en tres categorías: UCI WorldTour (máxima categoría a nivel mundial), UCI ProSeries (segunda categoría) y Circuitos Continentales UCI (última categoría).[40] Esta nueva división UCI ProSeries sustituye las clases 1.HC (carrera de un día), las 2.HC (carrera de varios días), y las clases *.1 (carrera de varios días). Ahora se componen de 1.Pro (carrera de un día) y 2.Pro (carrera por etapas).[40] La UCI ofrecerá un contrato mínimo de tres años para dar estabilidad a los organizadores de las carreras.
- Equipos: Los equipos se clasificarán de la misma manera que establece el calendario UCI, es decir, se dividirán en tres divisiones con idéntica denominación: UCI WorldTeam, UCI ProTeam (conocidos como Profesionales Continentales) y UCI Continental Team.[41] Los equipos UCI WorldTeam se componen de 18 equipos como máximo, integrados entre 27 y 30 corredores. Cabe señalar que el número de equipos UCI ProTeam pueden ser de 20 hasta 30 corredores profesionales. En la otra categoría no hay límite de equipos, ya que esto dependerá del cumplimiento de los requisitos reglamentarios específicos de cada división.[42]
- Participación en las carreras: Los 18 equipos UCI WorldTeam tienen acceso directo a las carreras del calendario UCI WorldTour, además de los dos mejores equipos UCI ProTeam (de acuerdo con la clasificación mundial UCI World Ranking al final de la temporada anterior) y las invitaciones que sean rechazadas serán redistribuidas por los organizadores a otro equipos UCI ProTeam, mediante las Wildcards los organizadores pueden invitar a otros 2 equipos de categoría UCI ProTeam para un total de 22 equipos de 8 corredores para las Grandes Vueltas y de 25 equipos para las otras carreras.[40] Para las carreras UCI ProSeries y los Circuitos Continentales UCI no hay límite de participación de equipos, sin embargo, los equipos UCI WorldTeam y UCI ProTeam, tienen cupo limitado para competir de acuerdo al año correspondiente establecido por la UCI.[43]
- Simplificación de los rankings: Se establece un único ranking calculado a nivel internacional llamado UCI World Ranking (el UCI WorldTour Ranking desaparecerá). Esta nueva clasificación tiene en cuenta todas las carreras del calendario UCI internacional y se dividirá en tres partes: individual, por equipos y por naciones. Esta clasificación tendrá en cuenta los resultados, ponderados en función de su importancia, de todas las competiciones profesionales del ciclismo de carretera.[40][42]

### Carreras
En cuánto a las carreras, también son regidas por la normativa de la Unión Ciclista Internacional teniendo que cumplir unos estrictos requisitos económicos, deportivos y antidopaje que impone la UCI, controlando la propia UCI muchos aspectos organizativos. En cambio, las Carreras Históricas tienen más "libertad" en ese aspecto ya que no tienen tanto control de la UCI, y teniendo, en algunos casos, esos organizadores de las Grandes Vueltas formas de organización ajenos a la UCI como métodos antidopaje o jueces deportivos propios, siendo la UCI una mera supervisora aunque también utilizando sus propios medios complementarios al de esas carreras.

### Rankings
Se elaboró un ranking UCI WorldTour hasta el año 2018, donde se clasificaba por puntos para corredores, equipos y países; teniendo la clasificación por países repercusión a la hora de los corredores que se puedan seleccionar en el Mundial de Ciclismo ya que los 10 primeros países tenían derecho a 9 corredores (al igual que en la antigua clasificación ProTour).
Desde el año 2019 la UCI anunció una reforma en la organización del ranking del ciclismo en ruta masculino, donde el ranking UCI WorldTour desapareció y desde entonces solo aplica el Ranking Mundial (UCI World Ranking).

### Pasaporte biológico
El pasaporte biológico es un método, aprobado en el 2008, para analizar exhaustivamente los niveles sanguíneos y urinarios de cada ciclista apartando o controlando a aquel que tuviese una alteración significativa en dichos niveles. Todos los equipos que tengan que correr en el UCI WorldTour (anteriormente UCI World Calendar) y que corrieron en el pasado UCI ProTour 2008 (excepto las invitaciones especiales de equipos nacionales) debían invertir para aplicar este método de control a sus corredores. Respecto a las carreras organizadas por los organizadores de las Grandes Vueltas que en el 2008 fueron por "libre" se obligó a tenerlo en todas de ellas. Aunque al principio de temporada, debido a la falta de comunicación entre la UCI y estas carreras se "coló" un equipo sin este requisito en carreras de RCS Sport (concretamente en la Tirreno-Adriático, Milán-San Remo y Giro de Italia) este fue el LPR Brakes, que lógicamente cuándo se confirmó que no cumplía dicho requisito fueron denegadas sus peticiones de ser invitado a esas carreras. Una vez finalizada la temporada la UCI llegó a un acuerdo con ese equipo para el pago de la cuota del pasaporte biológico.
Se empezó a aplicar de forma experimental en el 2008 aunque los primeros resultados oficiales no llegaron hasta la temporada 2009 con los primeros acusados que fueron: Igor Astarloa, Rubén Lobato, Ricardo Serrano González, Pietro Caucchioli y Francesco De Bonis; que desde la fecha del anuncio de la acusación no volvieron a correr, y algunos de ellos como De Bonis y Ricardo Serrano con sanción en firme por consumo de CERA, positivo anunciado después de ser acusados por resultados anómalos en dicho pasaporte.
La esencia del pasaporte biológico provino del sentimiento de frustración por parte de los encargados de la lucha de la detección de dopaje en el ciclismo. Una vez tras otra se dieron situaciones en las que la innovación de las sustancias era indetectable por los sistemas antidopaje. Por ello, en un intento de tomar la delantera a este tipo de situaciones que dejaban en jaque las técnicas y esfuerzos de los encargados de esta complicada lucha, se llevó a cabo la idea de estandarizar una serie de valores sanguíneos. De esta manera, una variación anómala supondría un posible caso de dopaje, tras el cual llegaría un estudio del caso en mayor profundidad. A pesar de darse casos en los que la efectividad del método ha quedado en entre dicho, el pasaporte biológico se ha utilizado posteriormente en diferentes deportes con el objetivo de luchar contra el dopaje.

## Ediciones
| Año  | Equipos                                               | Carreras                             | Véase también    |  |
| ---- | ----------------------------------------------------- | ------------------------------------ | ---------------- |  |
| 2009 | 36 (18 UCI ProTeams + 18 Profesionales Continentales) | 24 (14 UCI ProTeams + 10 Históricas) | UCI ProTour 2009 |  |
| 2010 | 35 (18 UCI ProTeams + 17 Profesionales Continentales) | 26 (16 UCI ProTeams + 10 Históricas) | UCI ProTour 2010 |  |
| 2011 | 18 (18 UCI ProTeams)                                  | 27                                   |                  |  |
| 2012 | 18 (18 UCI ProTeams)                                  | 30 (29)                              |                  |  |
| 2013 | 19 (19 UCI ProTeams)                                  | 30 (29)                              |                  |  |
| 2014 | 18 (18 UCI ProTeams)                                  | 28                                   |                  |  |
| 2015 | 17 (17 UCI ProTeams)                                  | 27                                   |                  |  |
| 2016 | 18 (18 UCI ProTeams)                                  | 27                                   |                  |  |
| 2017 | 18 (18 UCI ProTeams)                                  | 37                                   |                  |  |
| 2018 | 18 (18 UCI ProTeams)                                  | 37                                   |                  |  |
| 2019 | 18 (18 UCI WorldTeam)                                 | 37                                   |                  |  |
| 2020 | 19 (19 UCI WorldTeam)                                 | 37                                   |                  |  |
| 2021 | 19 (19 UCI WorldTeam)                                 | 33                                   |                  |  |
| 2022 | 18 (18 UCI WorldTeam)                                 | 33                                   |                  |  |
| 2023 | 18 (18 UCI WorldTeam)                                 | 35                                   |                  |  |
| 2024 | 18 (18 UCI WorldTeam)                                 | 35                                   |                  |  |
| 2025 | 18 (18 UCI WorldTeam)                                 | 36                                   |                  |  |

- Entre paréntesis las carreras finalmente disputadas por la anulación de carreras que en el calendario inicial si estaban en el ProTour.

## Palmarés
- Para palmarés conjunto desde 1984 del Ranking UCI, UCI ProTour, UCI World Ranking y UCI WorldTour Ranking, véase Palmarés de las pruebas por puntos UCI
- Para el palmarés del UCI ProTour (entre el año 2005 y 2008), véase Palmarés del UCI ProTour
- Desde el año 2019 desaparece el ranking UCI WorldTour y solo aplica el Ranking Mundial (UCI World Ranking)[55]

| Año               | Clasificación individual | Clasificación por equipos | Clasificación por países |
| ----------------- | ------------------------ | ------------------------- | ------------------------ |
| 2009              | Alberto Contador         | Astaná                    | España                   |
| 2010              | Joaquim Rodríguez        | Saxo Bank                 | España                   |
| 2011              | Philippe Gilbert         | Omega Pharma-Lotto        | Italia                   |
| 2012              | Joaquim Rodríguez        | Sky                       | España                   |
| 2013              | Joaquim Rodríguez        | Movistar                  | España                   |
| 2014              | Alejandro Valverde       | Movistar                  | España                   |
| 2015              | Alejandro Valverde       | Movistar                  | España                   |
| 2016              | Peter Sagan              | Movistar                  | España                   |
| 2017              | Greg Van Avermaet        | Sky                       | Bélgica                  |
| 2018              | Simon Yates              | Quick-Step Floors         | No se entregó            |
| UCI World Ranking |                          |                           |                          |
| 2019              | Primož Roglič            | Deceuninck-Quick Step     | Bélgica                  |
| 2020              | Primož Roglič            | Jumbo-Visma               | Francia                  |
| 2021              | Tadej Pogačar            | Deceuninck-Quick Step     | Bélgica                  |
| 2022              | Tadej Pogačar            | Deceuninck-Quick Step     | Bélgica                  |
| 2023              | Tadej Pogačar            | UAE Team Emirates         | Bélgica                  |
| 2024              | Tadej Pogačar            | UAE Team Emirates         | Bélgica                  |
| 2025              | Bandera de ?             | Bandera de ?              | Bandera de ?             |

## Palmarés por países
| País        | Victorias |
| ----------- | --------- |
| España      | 6         |
| Eslovenia   | 6         |
| Bélgica     | 2         |
| Eslovaquia  | 1         |
| Reino Unido | 1         |

## Histórico de carreras
Para las carreras del UCI ProTour (entre el año 2005 y 2010), véase Histórico de carreras del UCI ProTour
- Las carreras están ordenadas por fecha, tradicional, en la que se disputan.

| Nombre                            | País         | Años WorldTour |
| --------------------------------- | ------------ | -------------- |
| Tour Down Under                   | Australia    | 2011-2025      |
| Cadel Evans Great Ocean Road Race | Australia    | 2017-2025      |
| UAE Tour                          | EAU          | 2019-2025      |
| Omloop Het Nieuwsblad             | Bélgica      | 2017-2023      |
| Strade Bianche                    | Italia       | 2017-2025      |
| París-Niza                        | Francia      | 2011-2025      |
| Tirreno-Adriático                 | Italia       | 2011-2025      |
| Milán-San Remo                    | Italia       | 2011-2025      |
| Volta a Cataluña                  | España       | 2011-2025      |
| Tres Días de Brujas-La Panne      | Bélgica      | 2019-2025      |
| E3 BinckBank Classic              | Bélgica      | 2012-2025      |
| A través de Flandes               | Bélgica      | 2017-2025      |
| Gante-Wevelgem                    | Bélgica      | 2011-2025      |
| Tour de Flandes                   | Bélgica      | 2011-2025      |
| Vuelta al País Vasco              | España       | 2011-2025      |
| París-Roubaix                     | Francia      | 2011-2025      |
| Amstel Gold Race                  | Países Bajos | 2011-2025      |
| Flecha Valona                     | Bélgica      | 2011-2025      |
| Lieja-Bastoña-Lieja               | Bélgica      | 2011-2025      |
| Tour de Romandía                  | Suiza        | 2011-2025      |

| Nombre                                        | País           | Años WorldTour |
| --------------------------------------------- | -------------- | -------------- |
| Gran Premio de Fráncfort                      | Alemania       | 2017-2025      |
| Giro de Italia                                | Italia         | 2011-2025      |
| Critérium del Dauphiné                        | Francia        | 2011-2025      |
| Vuelta a Suiza                                | Suiza          | 2011-2025      |
| Copenhagen Sprint                             | Dinamarca      | 2025-          |
| Tour de Francia                               | Francia        | 2011-2025      |
| Clásica de San Sebastián                      | España         | 2011-2025      |
| Tour de Polonia                               | Polonia        | 2011-2025      |
| RideLondon-Surrey Classic                     | Reino Unido    | 2017-2025      |
| BinckBank Tour                                | Benelux        | 2011-2025      |
| Vuelta a España                               | España         | 2011-2025      |
| EuroEyes Cyclassics                           | Alemania       | 2011-2025      |
| Bretagne Classic                              | Francia        | 2011-2023      |
| Gran Premio de Quebec                         | Canadá         | 2011-2025      |
| Gran Premio de Montreal                       | Canadá         | 2011-2025      |
| Giro de Lombardía                             | Italia         | 2011-2025      |
| Tour de Guangxi                               | China          | 2017-2025      |
| Carreras desaparecidas                        |                |                |
| Tour de Pekín                                 | China          | 2011-2014      |
| Campeonato del Mundo Contrarreloj por Equipos | Varios         | 2012-2017      |
| Tour de Abu Dhabi                             | EAU            | 2015-2018      |
| Tour de California                            | Estados Unidos | 2017-2019      |

1. ↑  La contrarreloj por equipos del Mundial fue un caso especial ya que no estaba integrado en el calendario UCI WorldTour pero si puntuaba para la clasificación por equipos de dicho calendario mundial de máxima categoría.

## Baremo de puntuación

### Historia
A diferencia del baremo de puntos del UCI ProTour en los dos primeros años con solo participar en una de las carreras puntuables ya se aspiraba a obtener puntuación (excepto selecciones nacionales y ciclistas que corrían en ellas), es decir, no era un sistema cerrado para los equipos UCI ProTour. Aunque desde el UCI WorldTour 2011 volvió a ser un sistema cerrado solo para equipos ProTour.
Entre las normas específicas destacaba que los ciclistas involucrados en casos de dopaje el "Comité de la UCI" decidía que decisión tomar. Si esos puntos no van a nadie o se quedaba vacante su puesto y los puntos para su país y equipo se mantenían (caso de Mikel Astarloza en UCI World Ranking 2009), por el contrario, si esos puntos iban a otros corredores se quitaba su puesto reestructurándose así todas las clasificaciones (caso de Alejandro Valverde en el UCI World Ranking 2010). En caso de empate a puntos el que más 1.º o 2.º o 3.º... puestos tenía sería el que esté por delante.
A partir del año 2017, la UCI anunció una escala única de puntos para los rankings UCI WorldTour y el UCI World Ranking, y por lo tanto, solo los ciclistas que formaban parte de una UCI WorldTeam obtenían puntos en las carreras UCI WorldTour y sumaban para el ranking.

### Actualidad
Desde el año 2019 la UCI anunció una reforma en la organización del ranking del ciclismo en ruta masculino, donde el ranking UCI WorldTour desapareció y desde entonces solo aplica el UCI World Ranking. Esta clasificación tendrá en cuenta los resultados, ponderados en función de su importancia, de todas las competiciones profesionales del ciclismo de carretera.

## Calendario ciclista 2025 UCI WorldTour

### Calendario masculino ciclista 2025 UCI WorldTour
| UCI World Tour 2025             | UCI World Tour 2025     | UCI World Tour 2025               | UCI World Tour 2025   | UCI World Tour 2025 |
| Fecha                           | País                    | Carrera                           | Ganador               |                     |
| ------------------------------- | ----------------------- | --------------------------------- | --------------------- | ------------------- |
| 21 – 26 de enero                | Australia               | Tour Down Under                   | Jhonatan Narváez      |                     |
| 2 de feb                        | Australia               | Cadel Evans Great Ocean Road Race | Mauro Schmid          |                     |
| 17 – 23 de febrero              | Emiratos Árabes Unidos  | UAE Tour                          | Tadej Pogačar         |                     |
| 1 de mar                        | Bélgica                 | Omloop Het Nieuwsblad             | Søren Wærenskjold     |                     |
| 8 de mar                        | Italia                  | Strade Bianche                    | Tadej Pogačar         |                     |
| 9 – 16 de marzo                 | Francia                 | París-Niza                        | Matteo Jorgenson      |                     |
| 10 – 16 de marzo                | Italia                  | Tirreno-Adriático                 | Juan Ayuso            |                     |
| 22 de mar                       | Italia                  | Milán-San Remo                    | Mathieu van der Poel  |                     |
| 24 – 30 de marzo                | España                  | Volta a Cataluña                  | Primož Roglič         |                     |
| 26 de mar                       | Bélgica                 | Clásica Brujas-La Panne           | Juan Sebastián Molano |                     |
| 28 de mar                       | Bélgica                 | E3 Saxo Classic                   | Mathieu van der Poel  |                     |
| 30 de mar                       | Bélgica                 | Gante-Wevelgem                    | Mads Pedersen         |                     |
| 2 de abr                        | Bélgica                 | A través de Flandes               | Neilson Powless       |                     |
| 6 de abr                        | Bélgica                 | Tour de Flandes                   | Tadej Pogačar         |                     |
| 7 – 12 de abril                 | España                  | Vuelta al País Vasco              | João Almeida          |                     |
| 13 de abr                       | Francia                 | París-Roubaix                     | Mathieu van der Poel  |                     |
| 20 de abr                       | Países Bajos            | Amstel Gold Race                  | Mattias Skjelmose     |                     |
| 23 de abr                       | Bélgica                 | Flecha Valona                     | Tadej Pogačar         |                     |
| 27 de abr                       | Bélgica                 | Lieja-Bastoña-Lieja               | Tadej Pogačar         |                     |
| 29 de abril – 4 de mayo         | Suiza                   | Tour de Romandía                  | João Almeida          |                     |
| 1 de may                        | Alemania                | Gran Premio de Fráncfort          | Michael Matthews      |                     |
| 9 de mayo – 1 de junio          | Italia                  | Giro de Italia                    | Simon Yates           |                     |
| 8 – 15 de junio                 | Francia                 | Critérium del Dauphiné            | Tadej Pogačar         |                     |
| 15 – 22 de junio                | Suiza                   | Vuelta a Suiza                    | João Almeida          |                     |
| 22 de jun                       | Dinamarca               | Copenhagen Sprint                 | Jordi Meeus           |                     |
| 5 – 27 de julio                 | Francia                 | Tour de Francia                   | Tadej Pogačar         |                     |
| 2 de ago                        | España                  | Clásica San Sebastián             | Giulio Ciccone        |                     |
| 4 – 10 de agosto                | Polonia                 | Tour de Polonia                   | Brandon McNulty       |                     |
| 17 de ago                       | Alemania                | EuroEyes Cyclassics               | Rory Townsend         |                     |
| 20 – 24 de agosto               | Bélgica                 | Benelux Tour                      |                       |                     |
| 23 de agosto – 14 de septiembre | España                  | Vuelta a España                   |                       |                     |
| 31 de ago                       | Francia                 | Bretagne Classic                  |                       |                     |
| 12 de sep                       | Canadá                  | Gran Premio de Quebec             |                       |                     |
| 14 de sep                       | Canadá                  | Gran Premio de Montreal           |                       |                     |
| 11 de oct                       | Italia                  | Giro de Lombardía                 |                       |                     |
| 14 – 19 de octubre              | República Popular China | Tour de Guangxi                   |                       |                     |

### Calendario femenino ciclista 2025 UCI WorldTour
| UCI World Tour Femenino 2025 | UCI World Tour Femenino 2025 | UCI World Tour Femenino 2025             | UCI World Tour Femenino 2025 | UCI World Tour Femenino 2025 |
| Fecha                        | País                         | Carrera                                  | Ganador                      |                              |
| ---------------------------- | ---------------------------- | ---------------------------------------- | ---------------------------- | ---------------------------- |
| 17 – 19 de enero             | Australia                    | Santos Women's Tour                      | Noemi Rüegg                  |                              |
| 1 de feb                     | Australia                    | Cadel Evans Great Ocean Road Race Women  | Ally Wollaston               |                              |
| 6 – 9 de febrero             | Emiratos Árabes Unidos       | UAE Tour women                           | Elisa Longo Borghini         |                              |
| 1 de mar                     | Bélgica                      | Omloop Het Nieuwsblad femenina           | Lotte Claes                  |                              |
| 8 de mar                     | Italia                       | Strade Bianche femenina                  | Demi Vollering               |                              |
| 16 de mar                    | Italia                       | Trofeo Alfredo Binda-Comune di Cittiglio | Elisa Balsamo                |                              |
| 22 de mar                    | Italia                       | Milano-Sanremo Donne                     | Lorena Wiebes                |                              |
| 27 de mar                    | Bélgica                      | Tres Días Brujas-La Panne femenina       | Lorena Wiebes                |                              |
| 30 de mar                    | Bélgica                      | Gante-Wevelgem femenina                  | Lorena Wiebes                |                              |
| 6 de abr                     | Bélgica                      | Tour de Flandes femenino                 | Lotte Kopecky                |                              |
| 12 de abr                    | Francia                      | París-Roubaix femenina                   | Pauline Ferrand-Prévot       |                              |
| 20 de abr                    | Países Bajos                 | Amstel Gold Race femenina                | Mischa Bredewold             |                              |
| 23 de abr                    | Bélgica                      | Flecha Valona Femenina                   | Puck Pieterse                |                              |
| 27 de abr                    | Bélgica                      | Lieja-Bastoña-Lieja Femenina             | Kimberley Le Court           |                              |
| 4 – 10 de mayo               | España                       | La Vuelta Femenina                       | Demi Vollering               |                              |
| 16 – 18 de mayo              | España                       | Itzulia Women                            | Demi Vollering               |                              |
| 22 – 25 de mayo              | España                       | Vuelta a Burgos Féminas                  | Marlen Reusser               |                              |
| 5 – 8 de junio               | Reino Unido                  | The Women's Tour                         | Ally Wollaston               |                              |
| 12 – 15 de junio             | Suiza                        | Vuelta a Suiza Femenina                  | Marlen Reusser               |                              |
| 21 de jun                    | Dinamarca                    | Copenhagen Sprint (women)                | Lorena Wiebes                |                              |
| 6 – 13 de julio              | Italia                       | Giro de Italia Femenino                  | Elisa Longo Borghini         |                              |
| 26 de julio – 3 de agosto    | Francia                      | Tour de Francia Femenino                 | Pauline Ferrand-Prévot       |                              |
| 15 – 17 de agosto            | Suiza                        | Tour de Romandie Féminin                 | Elise Chabbey                |                              |
| 19 – 24 de agosto            | Noruega                      | Tour de Escandinavia                     | cancelada                    |                              |
| 30 de ago                    | Francia                      | Gran Premio Femenino de Plouay           |                              |                              |
| 2 – 7 de septiembre          | Países Bajos                 | Boels Ladies Tour                        |                              |                              |
| 14 – 16 de octubre           | República Popular China      | Tour de la Isla de Chongming             |                              |                              |
| 19 de oct                    | República Popular China      | Tour de Guangxi Femenino                 |                              |                              |

### Ranking
| Eventos del UCI WorldTour | Eventos del UCI WorldTour |
| ------------------------- | --- |
| Categoría 1               | Tour de Francia |
| Categoría 2               | Giro de Italia Vuelta a España |
| Categoría 3               | Milán-San Remo Tour de Flandes París-Roubaix Lieja-Bastoña-Lieja Giro de Lombardía Tour Down Under París-Niza Tirreno-Adriático Gante-Wevelgem Amstel Gold Race Critérium del Dauphiné Vuelta a Suiza Tour de Romandía Gran Premio de Quebec Gran Premio de Montreal. |
| Categoría 4               | Volta a Cataluña E3 BinckBank Classic Vuelta al País Vasco Flecha Valona Clásica de San Sebastián Tour de Polonia BinckBank Tour EuroEyes Cyclassics Bretagne Classic                                                                                                 |
| Categoría 5               | Cadel Evans Great Ocean UAE Tour Omloop Het Nieuwsblad Strade Bianche A través de Flandes Gran Premio de Fráncfort RideLondon-Surrey Classic Tour de Guangxi |

| Pos.  | Cat. 1 | Cat. 2 | Cat. 3 | Cat. 4 | Cat. 5 |
| ----- | ------ | ------ | ------ | ------ | ------ |
| 1     | 1000   | 850    | 500    | 400    | 300    |
| 2     | 800    | 680    | 400    | 320    | 250    |
| 3     | 675    | 575    | 325    | 260    | 215    |
| 4     | 575    | 460    | 275    | 200    | 175    |
| 5     | 475    | 380    | 225    | 180    | 120    |
| 6     | 400    | 320    | 175    | 140    | 115    |
| 7     | 325    | 260    | 150    | 120    | 95     |
| 8     | 275    | 220    | 125    | 100    | 75     |
| 9     | 225    | 180    | 100    | 80     | 60     |
| 10    | 175    | 140    | 85     | 68     | 50     |
| 11    | 150    | 120    | 70     | 56     | 40     |
| 12    | 125    | 100    | 60     | 48     | 35     |
| 13    | 105    | 84     | 50     | 40     | 30     |
| 14    | 85     | 68     | 40     | 32     | 25     |
| 15    | 75     | 60     | 35     | 28     | 20     |
| 16    | 70     | 56     | 30     | 24     | 20     |
| 17    | 65     | 52     | 30     | 24     | 20     |
| 18    | 60     | 48     | 30     | 24     | 20     |
| 19    | 55     | 44     | 30     | 24     | 20     |
| 20    | 50     | 40     | 30     | 24     | 20     |
| 21    | 40     | 32     | 20     | 16     | 12     |
| 22    | 40     | 32     | 20     | 16     | 12     |
| 23    | 40     | 32     | 20     | 16     | 12     |
| 24    | 40     | 32     | 20     | 16     | 12     |
| 25    | 40     | 32     | 20     | 16     | 12     |
| 26    | 30     | 24     | 20     | 16     | 12     |
| 28    | 30     | 24     | 20     | 16     | 12     |
| 29    | 30     | 24     | 20     | 16     | 12     |
| 30    | 30     | 24     | 20     | 16     | 12     |
| 31-40 | 25     | 20     | 10     | 8      | 5      |
| 41-50 | 20     | 16     | 10     | 8      | 5      |
| 51-55 | 15     | 12     | 5      | 4      | 2      |
| 56-60 | 10     | 8      | 3      | 2      | 1      |

| Pos. | Cat. 1 | Cat. 2 | Cat. 3 | Cat. 4 | Cat. 5 |
| ---- | ------ | ------ | ------ | ------ | ------ |
| 1    | 120    | 100    | 60     | 50     | 40     |
| 2    | 50     | 40     | 25     | 20     | 15     |
| 3    | 25     | 20     | 10     | 8      | 6      |
| 4    | 15     | 12     |        |        |        |
| 5    | 5      | 4      |        |        |        |

| Pos. | Tour de Francia | Giro de Italia Vuelta a España |
| ---- | --------------- | ------------------------------ |
| 1    | 120             | 100                            |
| 2    | 50              | 40                             |
| 3    | 25              | 20                             |

| Pos.       | Cat. 1 | Cat. 2 | Cat. 3 | Cat. 4 | Cat. 5 |
| ---------- | ------ | ------ | ------ | ------ | ------ |
| Por Etapas | 25     | 20     | 10     | 8      | 6      |